# Tratatul de la Pereiaslav

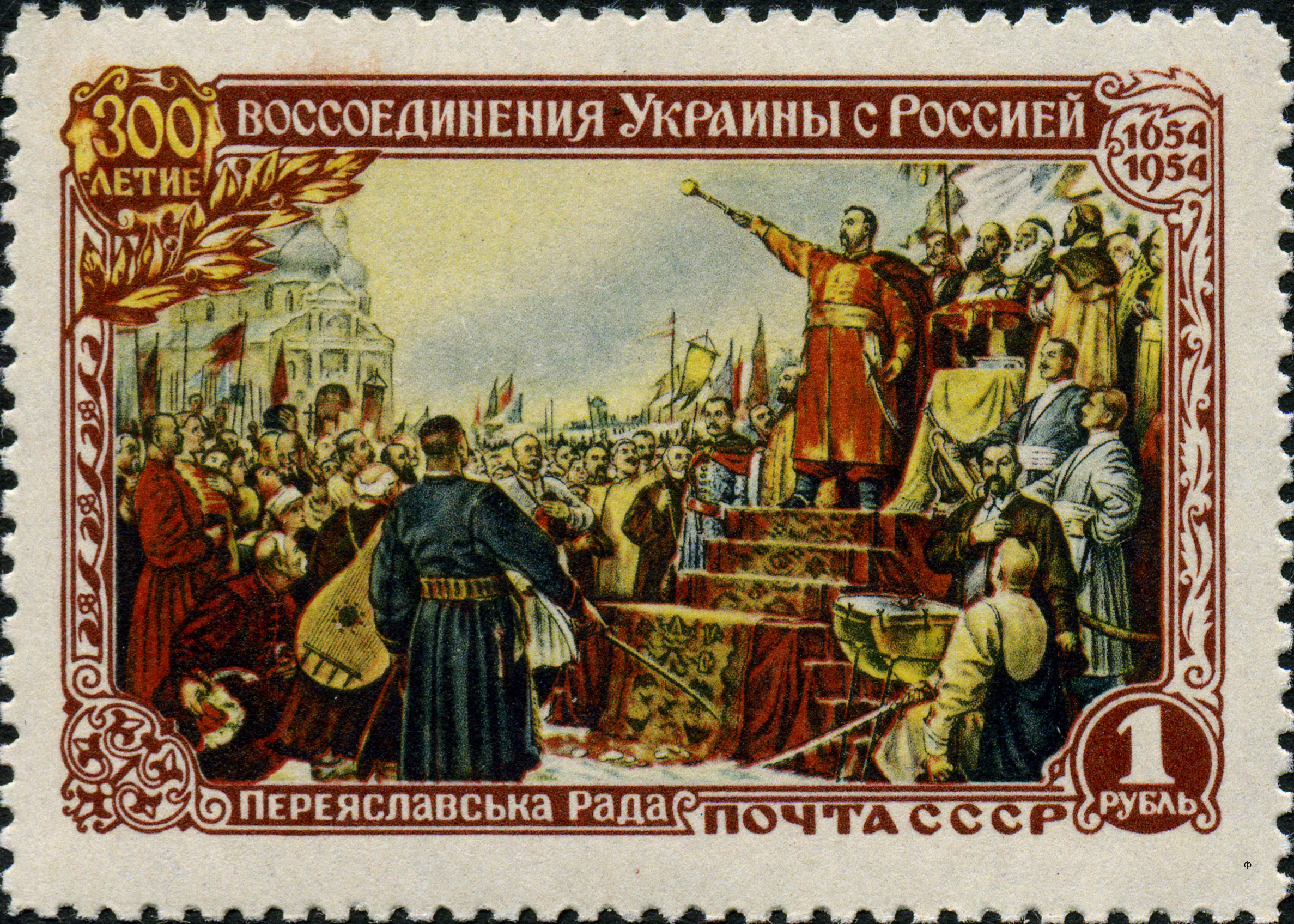
Rada de la Perejaslav pe un timbru sovietic (1954)

Tratatul de la Pereiaslav (în limba ucraineană: Переяславська рада) a fost semnat în 1654 în orașul ucrainean Pereiaslav, între cazacii zaporijieni și reprezentanții țarului Alexei I al Rusiei, în timpul răscoalei lui Hmelnițki. Acest tratat îl declara pe țar drept protector al noul stat al cazacilor. La negocierea contractului au participat hatmanul cazacilor, Bogdan Hmelnițki, un mare număr de sfătuitori ai acestuia și o numeroasă delegație din Rusia și un număr de traducători. 
Actul original al tratatului s-a pierdut, iar prevederile exacte al acestuia au devenit o chestiune foarte controversată în lumea științifică. Semnarea tratatului a dus la apariția „Hetmanatului” în Ucraina de pe malul stâng, aflat sub protecția Țaratului Rusiei (iar mai târziu a Imperiului Rus) și la izbucnirea Războiului ruso-polonez din 1654 – 1667.

## Consecințe istorice
Consecințele tratatului au fost altele decât cele la care se așteptase Hmelnițki. Dacă la început, acest tratat a fost doar o manevră politică prin care hatmanul încerca să-și asigure sprijinul unui monarh puternic, urmările sale nocive s-au făcut simțite doar peste timp.
Printre consecințele imediate ale tratatului s-au numărat: separarea Ucrainei de Polonia catolică, întărirea bisericii ortodoxe și a clerului ucrainean, dar și instaurarea dominației Bisericii Ortodoxe Ruse și stabilirea relației de subordonare a Ucrainei față de mai puternicul ei vecin. 
Consecințele pe termen lung al tratatului au fost excepționale. Colonizarea poloneză și polonizarea claselor sociale superioare au fost rapid înlocuite de un proces de rusificare, care au culminat cu Ucazul de la Ems, prin care s-a interzis folosirea limbii ucrainene. Alte consecințe au fost dizolvarea Armatei cazacilor zaporijieni și reinstaurarea iobăgiei în Ucraina. 
Tratatul a asigurat Rusiei posibilitatea ocupării Ucrainei, oferind o justificare pentru ambițiile țariste și imperiale ruse, care se numeau „Conducător al tuturor rușilor”. Rusia, care era în acele vremuri, singurul teritoriul care aparținuse cândva Rusiei Kievene care nu era ocupat de o putere străină, se considera succesorul legitim al statului slav dispărut care avea misiunea istorică să reunifice toate teritoriile acestuia.
Pentru Polonia, tratatul a fost unul dintre primele semene ale declinului său, care avea să ducă până la urmă la dispariția de pe harta politică a Europei la sfârșitul secolului al XVIII-lea. 
Naționaliștii ucraineni au considerat că acest tratat a dus la ratarea șansei ca Ucraina să-și câștige independența. Natura controversată a acestui tratat și resentimentele pe care le-au avut ucrainenii față de el sunt demonstrate și de atitudinea față de monumentul în formă de curcubeu al „prieteniei dintre popoarele rus și ucrainean” care era numit în derâdere „Jugul popoarelor”. Partidele pro-ruse din Ucraina sărbătoresc data semnării acestui tratat și militează pentru unirea tuturor slavilor estici: rușii, ucrainenii și belarușii. 
În 2004, după sărbătorirea a celei de-a 350 aniversare a evenimentului, administrația președintelui Leonid Kucima a stabilit ca dată oficială de comemorare a evenimentului să fie 18 ianuarie, o decizie controversată în Ucraina. Până la acea dată, odată cu sărbătorirea semnării tratatului de la Pereiaslav se celebra și transferul Crimeii de la RSFS Rusă către RSS Ucraineană. 